# Phú Lợi, Giang Thành
Phú Lợi là một xã thuộc huyện Giang Thành, tỉnh Kiên Giang, Việt Nam.

## Địa lý
Xã Phú Lợi có vị trí địa lý:
- Phía đông giáp xã Vĩnh Điều
- Phía tây giáp Campuchia
- Phía nam giáp xã Phú Mỹ
- Phía bắc giáp xã Tân Khánh Hòa.

Xã Phú Lợi có diện tích 46,96 km², dân số năm 2020 là 4.010 người, mật độ dân số đạt 85 người/km².

## Hành chính
Xã Phú Lợi được chia thành 5 ấp: Cả Ngay, Cỏ Quen, Giồng Kè, Rạch Gỗ, Tà Teng.

## Lịch sử
Ngày 7 tháng 2 năm 2005, Chính phủ ban hành Nghị định 15/2005/NĐ-CP về việc thành lập xã Phú Lợi thuộc huyện Kiên Lương trên cơ sở 4.697 ha diện tích tự nhiên và 3.693 nhân khẩu của xã Phú Mỹ.
Ngày 29 tháng 6 năm 2009, Chính phủ ban hành Nghị quyết số 29/NQ-CP về việc chuyển xã Phú Lợi thuộc huyện Kiên Lương về huyện Giang Thành mới thành lập quản lý.